# Synophis calamitus
Synophis calamitus — вид змій родини полозових (Colubridae). Ендемік Еквадору.

## Поширення і екологія
Synophis calamitus мешкають в долині Тандаяпи в провінції Пічинча. Вони живуть в гірських хмарних лісах, на висоті від 1890 до 2160 м над рівнем моря.